# Dance Monkey
"Dance Monkey" là một bài hát của nữ ca sĩ người Úc Tones and I, được phát hành vào ngày 10 tháng 5 năm 2019 dưới dạng đĩa đơn thứ hai (đầu tiên ở Mỹ) từ EP ra mắt The Kids Are Coming của Tones and I. Bài hát được sản xuất và phối nhạc bởi Konstantin Kersting. Khi phát hành, Tones and I nói bài hát nói về những kỳ vọng được đặt vào những người biểu diễn âm nhạc..
"Dance Monkey" đứng đầu bảng xếp hạng đĩa đơn chính thức tại hơn 30 quốc gia. Nó đã lọt vào top ten ở nhiều quốc gia khác, bao gồm cả Hoa Kỳ, ở vị trí thứ tư, nơi nó cũng trở thành hit thứ năm đầu tiên được viết bởi một người phụ nữ trong hơn tám năm. Sau khi đạt được tuần thứ mười của mình ở đầu bảng xếp hạng đĩa đơn Úc, "Dance Monkey" đã phá vỡ kỷ lục trong hầu hết các tuần ở vị trí số một trên bảng xếp hạng bởi một đạo diễn Úc, trước đó là bài hát "Que Sera" của Justice Crew năm 2014. Với tuần thứ mười sáu ở vị trí số một, vào tháng 11, nó đã phá vỡ kỷ lục nhiều tuần nhất ở vị trí số một trong lịch sử bảng xếp hạng ARIA của Úc (1983–hiện tại), trước đây được tổ chức bởi "Shape of You" của Ed Sheeran (2017). "Dance Monkey" cũng giữ kỷ lục lâu nhất ở vị trí số một trên khắp các bảng xếp hạng đĩa đơn của Úc, với 24 tuần (bao gồm 21 tuần liên tiếp từ tháng 8 đến cuối tháng 12 năm 2019).
Tại ARIA Music Awards 2019, Tones and I đã được đề cử tám giải thưởng, giành bốn giải. Tones đã giành giải thưởng ARIA cho Nữ nghệ sĩ xuất sắc nhất và Nghệ sĩ đột phá trong khi "Dance Monkey" giành giải Phát hành nhạc pop hay nhất và The Kids Are Come EP giành giải Phát hành độc lập hay nhất.
Tại lễ trao giải âm nhạc APRA năm 2020, "Dance Monkey" đã được đề cử cho Bài hát của năm, Tác phẩm được biểu diễn nhiều nhất trong năm của Úc và Tác phẩm nhạc pop được biểu diễn nhiều nhất trong năm, giành giải Bài hát của năm.
Ở Vương quốc Anh, "Dance Monkey" đã phá vỡ kỷ lục trong hầu hết các tuần ở đầu bảng xếp hạng đĩa đơn của Anh bởi một nữ nghệ sĩ khi nó vẫn đứng đầu bảng xếp hạng trong tuần thứ mười một. Kỷ lục mười tuần trước đó được tổ chức bởi phiên bản "I Will Always Love You" của Whitney Houston vào năm 1992–1993 và "Umbrella" của Rihanna và Jay-Z vào năm 2007.
Tones xuất hiện lần đầu trên truyền hình Mỹ vào ngày 18 tháng 11 năm 2019 với phần trình diễn bài hát trong chương trình The Tonight Show with Jimmy Fallon. Vào ngày 10 tháng 12 năm 2019, Tones xuất hiện với tư cách là một nghệ sĩ khách mời một lần nữa ở Mỹ trên The Voice. Tuần tiếp theo, "Dance Monkey" lần đầu tiên lọt vào top 10 Billboard Hot 100 của Hoa Kỳ, ở vị trí thứ chín. Nó đã đạt đến đỉnh ở vị trí thứ tư trên bảng xếp hạng.
Vào tháng 5 năm 2020, "Dance Monkey" đã được công bố là người chiến thắng giải thưởng lớn của cuộc thi sáng tác bài hát quốc tế 2019.

## Lời bài hát
Khi được phỏng vấn bởi DJ Smallzy vào tháng 7 năm 2019 trên đài phát thanh Nova FM của Úc, Tones đã giải thích rằng lời bài hát của Dance Monkey là về mối quan hệ mà cô ấy có với khán giả của mình khi cô ấy đang biểu diễn trên đường phố Úc:
"Tôi đã viết bài hát này khi tôi đang hát dạo, và về áp lực mà tôi cảm thấy là luôn làm mọi người vui vẻ trên đường phố. Và nếu họ không thích nó, khi họ nhìn vào điện thoại của họ, họ có thể nhấp vào thứ khác; chúng ta đã quá quen với việc được giải trí chỉ bằng một nút bấm."
"Vì vậy, khi bạn đang [hát dạo] trên đường phố,.. để thu hút sự chú ý [của bạn], mọi người sẽ như: 'một lần nữa! Một lần nữa!'.. 'thêm nữa!'.. hoặc họ sẽ rời đi. Vì vậy, nếu bạn thay thế [lời bài hát]: 'nhảy cho tôi, nhảy cho tôi' bằng 'hát cho tôi, hát cho tôi,' nó thật tuyệt vời, "cô nói.

## MV âm nhạc
Video âm nhạc được sản xuất bởi Visible Studios, đạo diễn Liam Kelly và Nick Kozakis và phát hành vào ngày 24 tháng 6 năm 2019. Tromg video "Mr. Tones" (Tones và tôi), một người đàn ông lớn tuổi lẻn ra khỏi nhà để tổ chức một bữa tiệc khiêu vũ tại một sân golf với những người già khác. Tính đến ngày 19 tháng 5 năm 2020, video đã có hơn một tỷ lượt xem trên YouTube. Video âm nhạc được quay tại Câu lạc bộ Golf Eynesbury, Victoria, Úc.

## Hiệu suất thương mại
"Dance Monkey" là đĩa đơn kỹ thuật số toàn cầu được xếp hạng cao thứ sáu năm 2019 theo IFPI, di chuyển 11,4 triệu đơn vị chuyển đổi.

## Thành phần tham gia tạo nên album
Nguồn từ Spotify.
- Toni Watson - Hát, Soạn nhạc
- Konstantin Kersting - máy trộn, nhà sản xuất
- Andrei Eremin - mastering

## Charts
| Chart (2019–2020)                         | Peak position |
| ----------------------------------------- | ------------- |
| Argentina (Argentina Hot 100)             | 2             |
| Argentina (Monitor Latino)                | 1             |
| Úc (ARIA)                                 | 1             |
| Áo (Ö3 Austria Top 40)                    | 1             |
| Bỉ (Ultratop 50 Flanders)                 | 1             |
| Bỉ (Ultratop 50 Wallonia)                 | 1             |
| Bolivia (Monitor Latino)                  | 3             |
| Brazil (Top 100 Brasil)                   | 32            |
| Brazil (União Brasileira de Compositores) | 5             |
| Bulgaria (PROPHON)                        | 1             |
| Canada (Canadian Hot 100)                 | 1             |
| Canada CHR/Top 40 (Billboard)             | 4             |
| Chile (Monitor Latino)                    | 4             |
| Colombia (National-Report)                | 4             |
| Costa Rica (Monitor Latino)               | 2             |
| CIS (Tophit)                              | 2             |
| Croatia (HRT)                             | 1             |
| Cộng hòa Séc (Rádio Top 100)              | 1             |
| Cộng hòa Séc (Singles Digitál Top 100)    | 1             |
| Đan Mạch (Tracklisten)                    | 1             |
| Dominican Republic (SODINPRO)             | 19            |
| Ecuador (National-Report)                 | 1             |
| El Salvador (Monitor Latino)              | 2             |
| Estonia (Eesti Ekspress)                  | 1             |
| Euro Digital Songs (Billboard)            | 1             |
| Phần Lan (Suomen virallinen lista)        | 1             |
| Pháp (SNEP)                               | 1             |
| Đức (GfK)                                 | 1             |
| Greece (IFPI)                             | 1             |
| Guatemala (Monitor Latino)                | 8             |
| Honduras (Monitor Latino)                 | 13            |
| Hungary (Rádiós Top 40)                   | 1             |
| Hungary (Single Top 40)                   | 1             |
| Hungary (Stream Top 40)                   | 1             |
| Iceland (Tonlist)                         | 1             |
| Ireland (IRMA)                            | 1             |
| Israel (Media Forest)                     | 1             |
| Ý (FIMI)                                  | 1             |
| Nhật Bản (Japan Hot 100)                  | 47            |
| Latvia (LAIPA)                            | 1             |
| Lithuania (AGATA)                         | 1             |
| Lebanon (Lebanese Top 20)                 | 2             |
| Luxembourg Digital Songs (Billboard)      | 1             |
| Malaysia (RIM)                            | 1             |
| Mexico Airplay (Billboard)                | 1             |
| Hà Lan (Dutch Top 40)                     | 1             |
| Hà Lan (Single Top 100)                   | 1             |
| New Zealand (Recorded Music NZ)           | 1             |
| Nicaragua (Monitor Latino)                | 18            |
| Na Uy (VG-lista)                          | 1             |
| Panama (Monitor Latino)                   | 8             |
| Paraguay (SGP)                            | 37            |
| Paraguay (Monitor Latino)                 | 7             |
| Peru (Monitor Latino)                     | 2             |
| Ba Lan (Polish Airplay Top 100)           | 1             |
| Bồ Đào Nha (AFP)                          | 1             |
| Romania (Airplay 100)                     | 1             |
| Nga Airplay (Tophit)                      | 2             |
| Scotland (OCC)                            | 1             |
| Singapore (RIAS)                          | 1             |
| Slovakia (Rádio Top 100)                  | 1             |
| Slovakia (Singles Digitál Top 100)        | 1             |
| Slovenia (SloTop50)                       | 1             |
| South Korea (Gaon)                        | 39            |
| Tây Ban Nha (PROMUSICAE)                  | 2             |
| Bảng xếp hạng không hợp lệ Thủy Điển      | 1             |
| Thụy Sĩ (Schweizer Hitparade)             | 1             |
| Anh Quốc (OCC)                            | 1             |
| Ukraina Airplay (Tophit)                  | 1             |
| Uruguay (Monitor Latino)                  | 5             |
| Hoa Kỳ Billboard Hot 100                  | 4             |
| Hoa Kỳ Adult Pop Airplay (Billboard)      | 11            |
| Hoa Kỳ Alternative Songs (Billboard)      | 12            |
| Hoa Kỳ Dance Club Songs (Billboard)       | 24            |
| Hoa Kỳ Dance/Mix Show Airplay (Billboard) | 3             |
| Hoa Kỳ Pop Airplay (Billboard)            | 6             |
| Hoa Kỳ Hot Rock Songs (Billboard)         | 4             |
| Hoa Kỳ Rhythmic (Billboard)               | 23            |
| US Rolling Stone Top 100                  | 3             |
| Venezuela (Monitor Latino)                | 13            |

| Chart (2019)                         | Position |
| ------------------------------------ | -------- |
| Australia (ARIA)                     | 2        |
| Austria (Ö3 Austria Top 40)          | 1        |
| Belgium (Ultratop Flanders)          | 9        |
| Belgium (Ultratop Wallonia)          | 9        |
| Canada (Canadian Hot 100)            | 81       |
| CIS (Tophit)                         | 48       |
| Denmark (Tracklisten)                | 4        |
| Germany (Official German Charts)     | 2        |
| Hungary (Rádiós Top 40)              | 54       |
| Hungary (Single Top 40)              | 4        |
| Ireland (IRMA)                       | 4        |
| Italy (FIMI)                         | 15       |
| Latvia (LAIPA)                       | 2        |
| Netherlands (Dutch Top 40)           | 14       |
| Netherlands (Single Top 100)         | 10       |
| New Zealand (Recorded Music NZ)      | 11       |
| Poland (ZPAV)                        | 18       |
| Romania (Airplay 100)                | 47       |
| Russia Airplay (Tophit)              | 43       |
| Slovenia (SloTop50)                  | 46       |
| Sweden (Sverigetopplistan)           | 2        |
| Switzerland (Schweizer Hitparade)    | 5        |
| Ukraine Airplay (Tophit)             | 186      |
| UK Singles (Official Charts Company) | 8        |

| Chart (2019)               | Position |
| -------------------------- | -------- |
| Brazil (Pro-Música Brasil) | 5        |

| Chart (2010–2019)                | Position |
| -------------------------------- | -------- |
| Australia (ARIA)                 | 76       |
| Australian Artist Singles (ARIA) | 10       |

## Bảng xếp hạng hàng tuầnGiấy chứng nhận
| Quốc gia | Chứng nhận   | Số đơn vị/doanh số chứng nhận |
| --- | ------------ | ----------------------------- |
| Úc (ARIA) | 11× Platinum | 770.000‡                      |
| Áo (IFPI Áo) | 2× Platinum  | 60.000‡                       |
| Bỉ (BEA) | 3× Platinum  | 120.000‡                      |
| Brasil (Pro-Música Brasil) | 2× Diamond   | 320.000‡                      |
| Canada (Music Canada) | 8× Platinum  | 640.000‡                      |
| Đan Mạch (IFPI Đan Mạch) | 2× Platinum  | 180.000‡                      |
| Pháp (SNEP) | Diamond      | 333.333‡                      |
| Đức (BVMI) | Diamond      | 1.000.000‡                    |
| Ý (FIMI) | 4× Platinum  | 280.000‡                      |
| Hà Lan (NVPI) | 2× Platinum  | 40.000‡                       |
| New Zealand (RMNZ) | 4× Platinum  | 120.000‡                      |
| Ba Lan (ZPAV) | Diamond      | 100.000‡                      |
| Bồ Đào Nha (AFP) | 3× Platinum  | 60,000‡                       |
| Tây Ban Nha (PROMUSICAE) | 4× Platinum  | 160.000‡                      |
| Thụy Sĩ (IFPI) | 3× Platinum  | 60.000‡                       |
| Anh Quốc (BPI) | 3× Platinum  | 1.800.000‡                    |
| Hoa Kỳ (RIAA) | 3× Platinum  | 3.000.000‡                    |
| * Chứng nhận dựa theo doanh số tiêu thụ. ^ Chứng nhận dựa theo doanh số nhập hàng. ‡ Chứng nhận dựa theo doanh số tiêu thụ và phát trực tuyến. |              |                               |

## Lịch sử phát hành
| Quốc gia  | Ngày phat hành       | Hình thức                  | Nhãn đĩa  | Phiên bản     |
| --------- | -------------------- | -------------------------- | --------- | ------------- |
| Úc        | 10 tháng 5 năm 2019  | Streaming digital download | Bad Batch | Original      |
| Khác nhau | 18 tháng 10 năm 2019 | Streaming digital download | Bad Batch | Stripped Back |